# Maria Antonia von Portugal

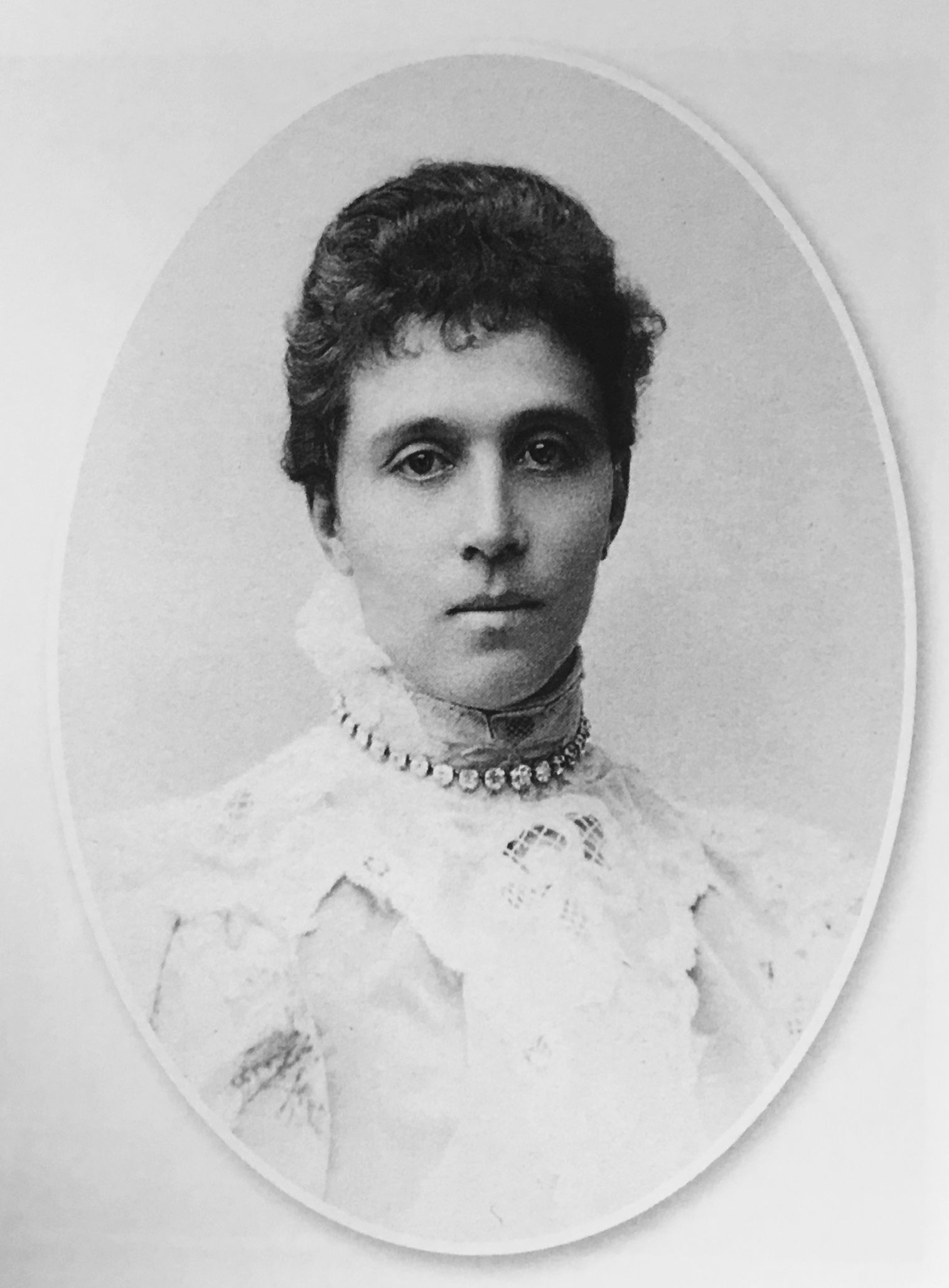
Maria Antonia von Portugal, Herzogin von Bourbon-Parma

Maria Antonia Adelheid von Portugal (portugiesisch Dona Maria Antónia Adelaide Camila Carolina Eulália Leopoldina Sofia Inês Francisca de Assis e de Paula Micaela Rafaela Gabriela Gonzaga Gregória Bernardina Benedita Andreia de Bragança) (* 28. November 1862 in Bronnbach an der Tauber, jetzt: Wertheim; † 14. Mai 1959 in Colmar-Berg, Luxemburg) war eine Infantin von Portugal aus dem Haus Braganza. Sie war Mutter von Zita, der letzten Kaiserin von Österreich und Königin von Ungarn. 

## Leben

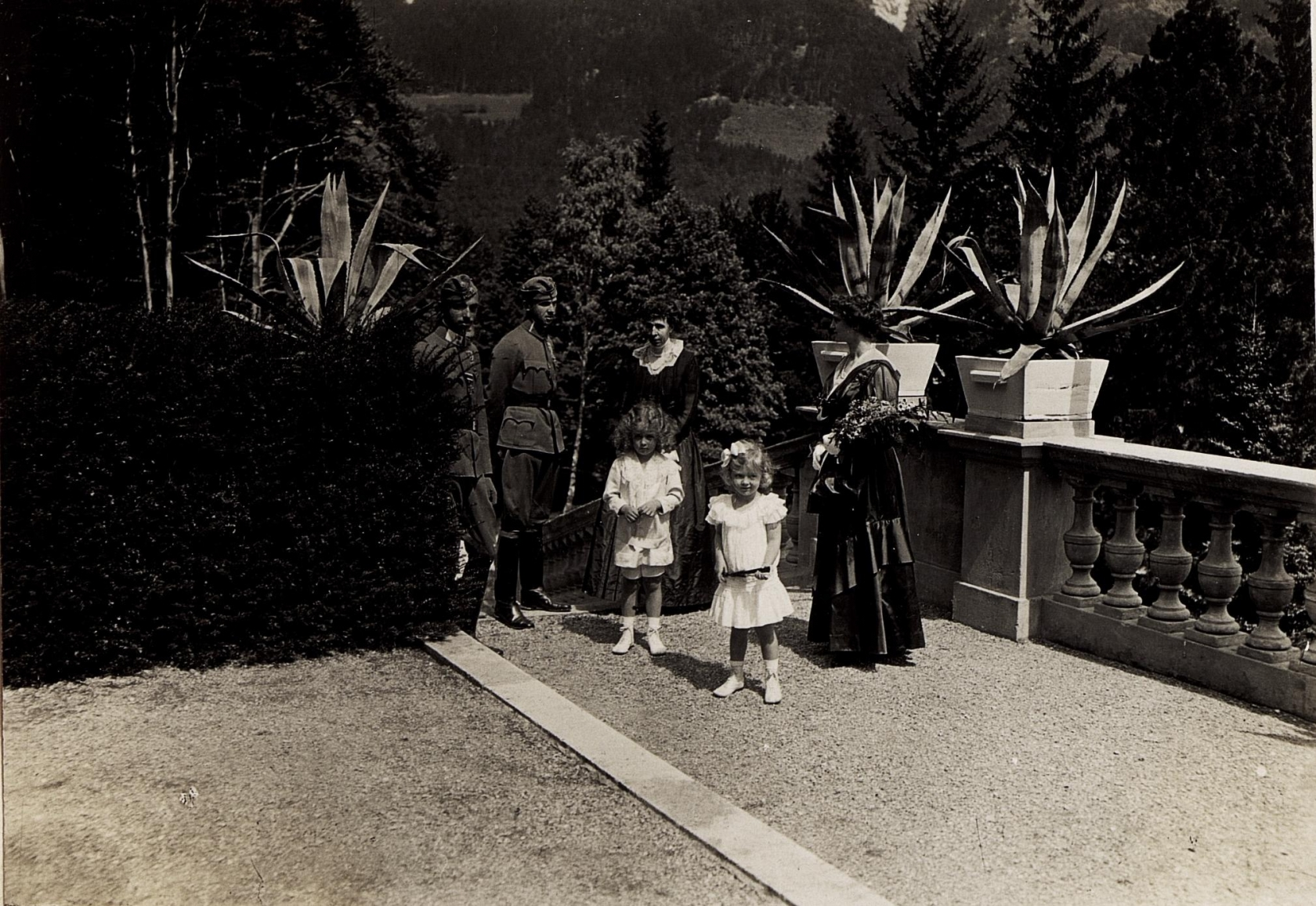
Maria Antonia (Mitte) mit ihrer Tochter Zita (rechts) sowie ihren Enkelkindern Otto und Adelheid

Maria Antonia war die jüngste Tochter von König Michael I. von Portugal und dessen Frau Prinzessin Adelheid von Löwenstein-Wertheim-Rosenberg. Zu ihren älteren Schwestern gehörten Maria Anna, Großherzogin von Luxemburg und Erzherzogin Maria Theresa, Ehefrau von Erzherzog Karl Ludwig von Österreich. 
Sie ehelichte am 15. Oktober 1884 auf Schloss Fischhorn nahe Zell am See den Herzog Robert I. von Parma aus dem Haus Bourbon-Parma, Sohn von Herzog Karl III. von Parma und Louise Marie Thérèse d’Artois, königliche Prinzessin von Frankreich. Aus der Ehe gingen zwölf Kinder hervor. Mit dem am 16. November 1907 erfolgten Tod ihres Gatten wurde Maria Antonia Witwe. 
Später, während der Zeit im Exil, lebte sie bei ihrer Tochter Zita. Nach dem Beginn des Zweiten Weltkriegs übersiedelte sie 1940 mit Zita und deren Familie nach Québec, wo sie in bescheidenen Verhältnissen wohnte. Nach dem Kriegsende ließ sie sich auf Schloss Berg, der Residenz ihrer Nichte und Schwiegertochter Großherzogin Charlotte von Luxemburg, nieder, wo sie 1952 ihren 90. Geburtstag feierte. Dort starb sie auch am 14. Mai 1959 im Alter von 96 Jahren. Ihre letzte Ruhestätte fand sie in der Schlosskirche Puchheim in Attnang-Puchheim (OÖ). 1982 besuchte ihre Tochter Zita, die letzte Kaiserin Europas, im Alter von 90 Jahren die Grabstätte nach jahrzehntelangem Exil.
Drei von Maria Antonias Töchtern – Adelheid, Franziska und Maria Antonia – wurden Nonnen, wobei Adelheid 1907 als Benediktinerin in das Kloster St. Cäcile auf der englischen Insel Wight eintrat, wo ihre verwitwete Großmutter Adelheid von Löwenstein-Wertheim-Rosenberg als Priorin wirkte.

## Nachkommen
- Adelheid Erika Pia Antonia (1885–1959), Nonne als Schwester Benedikta
- Sixtus Ferdinand Maria Ignazio Alfons Robert (1886–1934) ⚭ 1919 Prinzessin Hedwig de la Rouchefoucauld
- Franz Xaver Karl Maria Anna Ludwig (1889–1977) ⚭ 1927 Prinzessin Madeleine von Bourbon-Busset
- Franziska Giuseppa Maria Teresa Elisabetta Sofia Anna Luisa Eulalia Micaela Raffaela Gabriella (1890–1978), Nonne
- Zita Maria delle Grazie Micaela Raffaela Gabriella Josepha Antonia Luisa Agnes (1892–1989) ⚭ 1911 späteren Kaiser Karl I. von Österreich-Ungarn
- Felix Maria Vincenz (1893–1970) ⚭ 1919 Großherzogin Charlotte von Luxemburg
- René Karl Maria Joseph (1894–1962) ⚭ 1921 Prinzessin Margarethe von Dänemark, Tochter von Prinz Waldemar von Dänemark
- Maria Antonia Sofia Ludovika Josepha Micaela Gabriella Raffaela Anna (1895–1977), Nonne
- Isabella Maria Anna (1898–1984)
- Ludwig Karl Maria Leopold Robert (1899–1967) ⚭ 1939 Prinzessin Maria von Italien, Tochter König Viktor Emanuel III.
- Henrietta Anna Maria Immacolata Ludovika Antonia (1903–1987)
- Gaetano Maria Joseph Pius (1905–1958) ⚭ 1931–1955 Prinzessin Margarethe Marie Therese von Thurn und Taxis